# 濁水溪
濁水溪（布農語：Danum Qalavang，鄒語：Himeou ci Chumu），古稱螺溪，下游段稱為西螺溪，位於台灣中部，屬於中央管河川，全長約186.6公里，是台灣最長的河川，流域面積達3,156.90平方公里，計畫洪水量為每秒24,000立方公尺，流域面積與河口百年洪峰流量皆僅略次於高屏溪居於台灣第二，下游為彰化縣與雲林縣的界河。
濁水溪名字是因其溪水夾帶大量泥沙，長年混濁，因而得名。上游之山地集水區年降水量達2000～3000毫米，且所經地層多屬易受侵蝕的板岩、頁岩、砂岩，故含沙量高，尤以萬大溪、丹大溪為最高。

## 流域
濁水溪流經彰化、雲林、南投、嘉義，共計流經4縣市21鄉鎮，下游為彰化縣、雲林縣兩縣界河。
- 彰化縣：大城鄉、竹塘鄉、溪州鄉、田中鎮、二水鄉。
- 雲林縣：麥寮鄉、崙背鄉、二崙鄉、西螺鎮、莿桐鄉、林內鄉。
- 南投縣：竹山鎮、鹿谷鄉、名間鄉、集集鎮、水里鄉、魚池鄉、仁愛鄉、信義鄉。
- 嘉義縣：梅山鄉、阿里山鄉。

## 歷史
濁水溪上游流至霧社以下，河谷較為寬廣，形成連串平緩的河階地，有史前先民居住活動，當中海拔近一千公尺高的曲冰遺址發掘有新石器時代中晚期至金屬器時代罕見的高山完整聚落考古遺址，是該區域考古遺址群的大型聚落中心，最下文化層（最早期）距今約四千年，是目前已發現台灣山區最早的文化遺留，主要文化層包括有距今約3,000–2,300年與1,300–1,000年二個時期。所發掘的玉器製作工坊製玉工藝出土遺物，原料來自台灣東部唯一的玉礦產區；此地與大馬璘兩處考古遺址所發掘的石板棺墓葬常見於台灣東部史前考古遺址，而不見於西部；亦發掘少量的西部營埔文化的裝飾式灰黑陶；此皆證實了距今約3,000年前，濁水溪上游河階在中央山脈東西兩側的文化交流已扮演極重要的樞紐。所發掘的大量石器等工具的出土，顯示當時先民以山田焚墾式農耕、在濁水溪漁撈、在原始森林內狩獵等活動維生。
1723年（清雍正元年），清治臺灣由原本的一府三縣，向北擴張，增設彰化縣，濁水溪下游有更多人口遷居，並由濁水溪和烏溪的下游往上游方向開墾。施世榜在二水附近興建水圳，灌溉二水和鹿港的農地，稱為施厝圳或八堡圳，後有建有八堡二圳，即是二水地名的由來。惟有另說認為，二水舊稱「二八水」與濁水溪與清水溪兩條水有關，因為二水位居濁水溪出山口的北岸，此地正是這兩條溪流的匯合處，由於東方來的濁水溪及南方來的清水溪以倒「八」字形「合港」（「合」音kap），故稱為二八水。
施鈺於1848年所刊行之《臺灣別錄》中，提到關於濁水溪的內容：
|  | 水發源於生番內山，人跡不到之處，傳聞泉脈甚清，南出刺嘴社乃濁，過沙連庄，會貓丹、蠻蠻兩社川流，西導牛相觸山，匯而為溪，水盡淤泥，故名。間或偶見明淨，則頑梗蠢動，歷試皆驗，溪在彰化東螺保地界。在山泉水清，出山溪水濁。君子惡下流，天下皆歸惡。嗟哉此溪水性殊，辱在泥塗惟所樂。藏垢納汙不須譏，幸免民間驚風鶴。 |

從有文獻記載開始，濁水溪就不斷大幅擺動，下游河道的屢次改變，使得流域內的住民身家性命受到嚴重威脅，造成人群遷移和聚落變遷。在兩岸堤防興建以前，濁水溪河水漫流河道並常改道，水患頻仍。往昔濁水溪出了山區行至二水、林內附近後，南北擺盪，分成四股水路，即最北側的舊濁水溪、現在本流的西螺溪、新虎尾溪和北港溪上游虎尾溪。1880年（清光緒6年）7月時，下游地區發生重大洪水災害，災後清廷於北岸興建鼻子頭堤防約1,000公尺及下水埔堤防約2,240公尺以堵截洪水進入舊濁水溪，但1898年（光緒24年）發生「戊戌大水災」，造成濁水溪支流清水溪上游草嶺潭潰決，流路北移，洪水排入舊濁水溪，舊濁水溪成為濁水溪下游的主流。
濁水溪的治理於日治時期的1911年即已開始，濁水溪平原發生大洪水後，政府成立「濁水溪治水工事事務所」，分三期進行濁水溪整治工作，縱貫線通車後，為了保護縱貫鐵路，在二水台鐵濁水溪鐵路橋上下游兩岸興建下水埔、新虎尾、林內等堤防，將原來巨幅擺盪的河道截堵成現在的溪流樣貌。戰後台灣省政府持續辦理濁水溪治理規劃，在濁水溪左右岸興建防洪設施各達81公里長，而清水溪、加走寮溪、東埔蚋溪、陳有蘭溪、郡坑溪、南清水溝溪、水里溪等支流左右岸亦各有31、38公里長的防洪設施。1920年堤防築起之後，早已開墾飽和的濁水溪平原，出現廣大的河川浮覆地，日本政府一方面將之建設為官營移民村執行移民政策，另一方面則鼓勵私人農場的經營。濁水溪河川新生地的開發則可分為兩個時期，第一期從1932年到1945年，主要在當時的北斗郡境內（包括今天的北斗鎮、溪州鄉、埤頭鄉、二林鎮、芳苑鄉的一部份），第二期從太平洋戰爭末期一直持續到戰後今天，開發的河川地往上延伸到濁水溪出山口一帶，亦即彰化縣二水鄉為主的區域。

## 地理

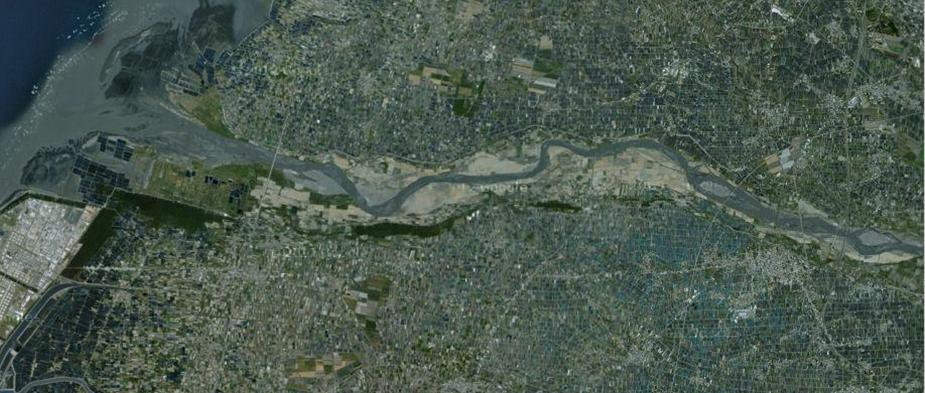
濁水溪流域衛星圖

濁水溪流域地形東高西低，坡度由西向東遞增。東以中央山脈為界，分水嶺有合歡山、奇萊山、能高山、大石公山、丹大山、馬博拉斯山、秀姑巒山、八通關大山等，南以玉山為界。濁水溪主流霧社溪發源於合歡山主峰與東峰間，武嶺南坡約海拔3,200公尺處，流到廬山與春陽之間與塔羅灣溪匯合後繼續往西南流，經霧社後轉向南流，於萬大附近匯入萬大溪，隨後再匯入丹大溪及其支流郡大溪，自此河流轉向西流，並於水里匯入陳有蘭溪、水里溪後，於集集納南清水溝溪、於竹山附近納東埔蚋溪及清水溪等，而後再流入彰雲平原；溪水再續往西流，經二水、西螺後，於彰化縣大城鄉的下海墘村與雲林縣麥寮鄉許厝寮之間注入臺灣海峽。濁水溪流域地形變化大，山區雨量多而平原少，年雨量由山區的4000mm向西部沿海的1500mm遞減，差異甚大，降雨的時間分布亦極不均勻，每年五月至十月為豐水期，降雨量約占全年的75%，而枯水期則僅占25%，豐枯差異大。
濁水溪因含沙量大而得名，最高的含沙量記錄，是淡水河的10倍，高屏溪的15倍，旱季缺水，無航運之利。依照環保署所訂水質標之水中懸浮固體(砂)應為25ppm（百萬分之25），而1996年（民國85年）8月1日賀伯颱風侵襲期間，自強大橋測值為67,300ppm，高出標準將近三千倍。

### 上游

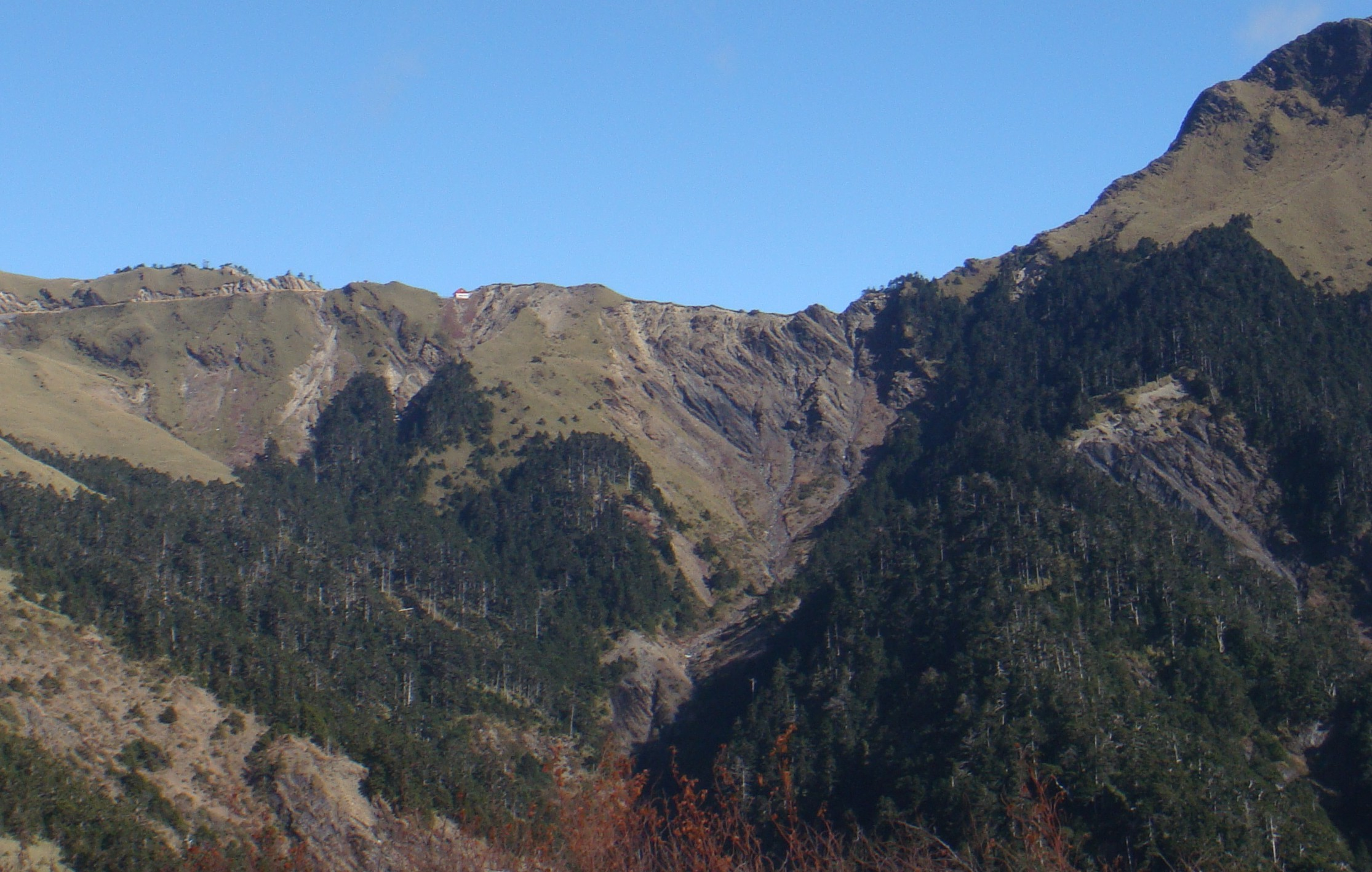
濁水溪源於武嶺。

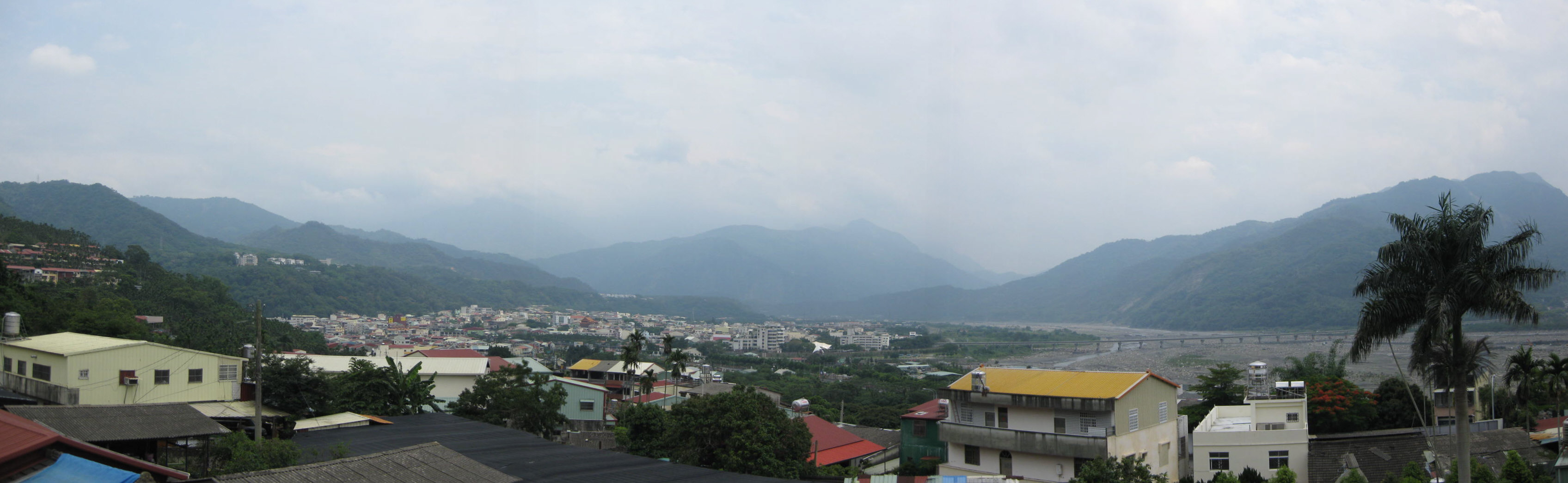
俯瞰水里市區緊鄰著濁水溪所見的全景。在圖中遠方尖起的高山是西巒大山。

濁水溪主流上游名為霧社溪，發源於合歡主峰與合歡山東峰間的武嶺南坡，源頭標高約3200公尺。流至春陽東納塔羅灣溪，續流至萬大和萬大溪匯流後，始稱濁水溪。濁水溪上游大致成閉塞曲流，高峰錯綜、河谷深邃，其間大斷崖及大崩塌地甚多，地形崎嶇而險峻。上游與各支流的會合點，常見明顯的迂迴流路，是該溪上游部分地形特徵之一。
濁水溪在霧社以上從源流而下依序為賽德克族德路固群、道澤群、德克達雅群等族人居住，霧社恰在合歡山往南伸出的長支稜，東側的霧社溪與西側大肚溪水系南港溪源頭的眉溪所夾的平坦稜段丘上；由霧社水庫以下經萬大、曲冰至武界，河谷較為寬廣，平緩的河階地上，北側河段的萬大為萬大群泰雅族居住；當中的曲冰風景如畫，有峽谷、松林、清溪，發掘有距今約四千年前新石器時代中晚期罕見的高山完整聚落考古遺址，當地原住民稱為「姊妹原」，為南北族群分界的古戰場，姊妹原事件的發生地；南側河段則是布農族「卓社群」耕種、狩獵、及文化活動地區，現稱為法治村的武界部落，即是一個濁水溪貫穿而過的典型布農族卓社群聚落；再往下流，主流流向由大致向南轉為向西，主流與其左股支流溪谷依序為布農族卡社群、丹社群、巒社群、郡社群的原居地。
上游地勢起伏，河道多成萬大水縱谷，高山林立；落差大，雨量多，陡峻複雜的地形造就了寒帶、溫帶、亞熱帶等不同氣候帶及豐富林相，並由於景觀壯麗優美，北邊霧社溪上游的合歡山群峰及奇萊山等已劃入太魯閣國家公園，南邊陳有蘭溪上游的玉山群峰及大水窟山、秀姑巒山、八通關山等則亦劃入玉山國家公園。此外，上游水力資源豐富，於主流及其支流水里溪興建有萬大、萬松、大觀一廠、二廠、明潭、鉅工等發電廠，還有頭社水庫、霧社水庫、武界壩及日月潭水庫，均供水力發電之用。林內鄉以下之河水，則用於灌溉。

### 中游

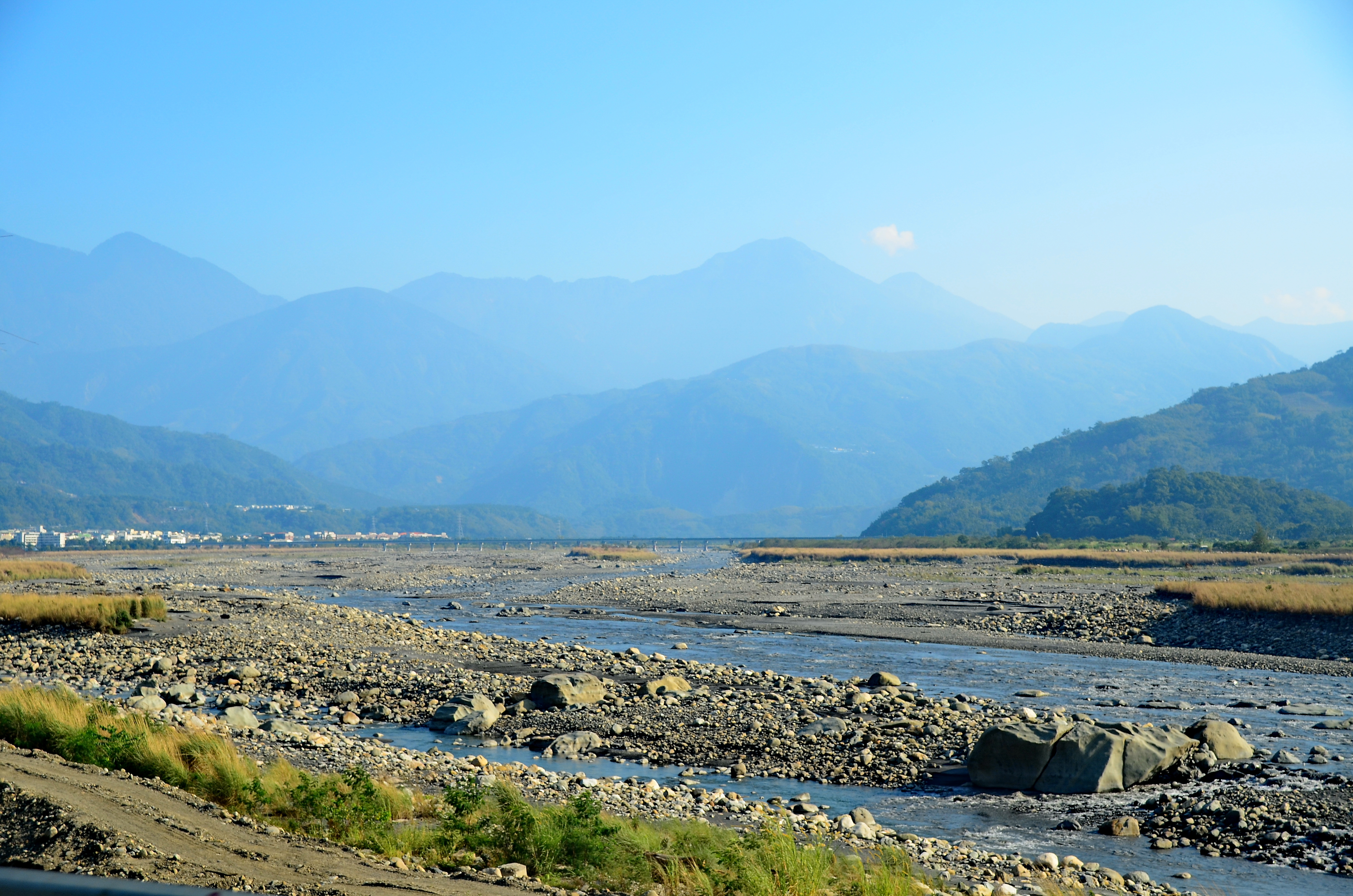
濁水溪流經水里的河景，可見遠方的玉峰大橋與西巒大山。

在水里龍神橋附近與陳有蘭溪匯流，為上游段、中游段分界線，經集集攔河堰（林尾隘口），在二水鼻仔頭、林內觸口為界，中游段在此結束，流出八卦台地與觸口台地之間山口，便流入下游段。中游段及其南側為鄒族的原居地。
中游段濁水溪水流平坦遼闊，自上往下河谷漸行開敞，以河階地形及台地為主，在清水溪與濁水溪的合流處，主要有平頂埔臺地及竹山河階群；在濁水溪支流東埔蚋溪的兩岸，流經鹿谷鄉形成發達的河階地形，統稱為鹿谷河階。在鹿谷河階的東方有大水窟臺地，臺地由砂礫層所形成，是濁水溪中游的主要地形之一。中游北岸屬埔里板岩山地、集集山脈、南投丘陵及八卦台地等；南岸屬玉山山塊、鳳凰山山脈及竹山丘陵等。

### 下游

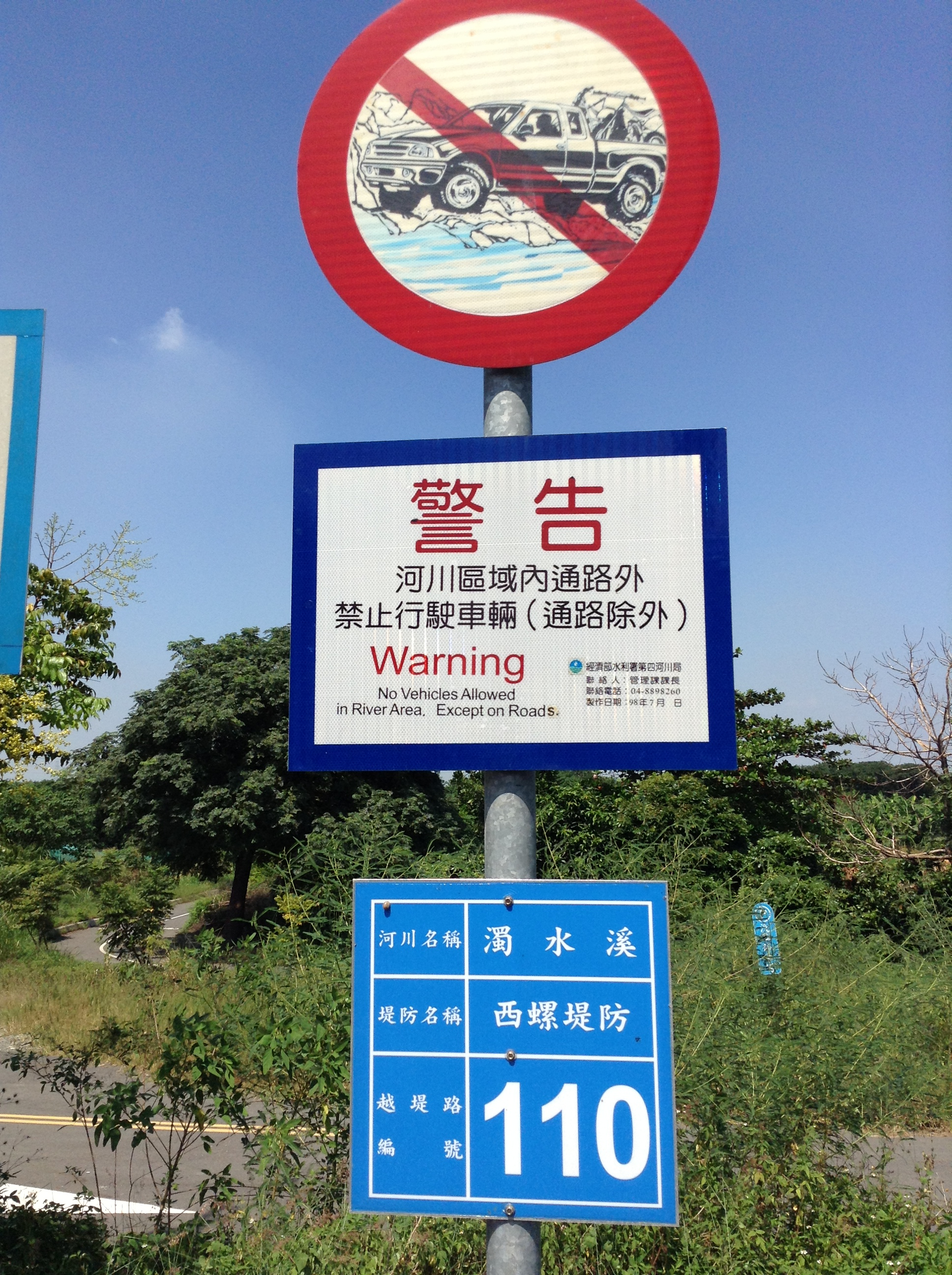
濁水溪西螺堤防

濁水溪下游自二水以下為濁水溪沖積平原，平原北半部屬彰化縣，南邊則屬雲林縣，均由濁水溪沖積而成，最後在彰化縣大城鄉下海墘村與雲林縣麥寮鄉許厝寮流入台灣海峽。昔日濁水溪經常河流改道，北流至鹿港，南流至北港，形成濁水溪的氾濫平原。現今主流河幅廣達2～4公里，河道寬廣，水流平緩，自東而西，將台灣西部分為南北兩半。濁水溪沖積扇以鼻子頭隘口為扇頂，向西形成沖積扇，北起大肚溪以南的洋仔厝溪，南至北港溪，面積廣達1,339平方公里，扇面半徑約12公里長，為台灣面積最大的沖積扇，沖積扇範圍占彰化縣及雲林縣面積的大部分。沖積層以礫、沙、淤泥及粘土組成，地下水蘊藏豐富。沖積扇上有五條放射狀的河流，分別為東螺溪（麥嶼厝溪）、西螺溪（即目前濁水溪下游段）、新虎尾溪、舊虎尾溪及北港溪（上游為虎尾溪），此五大分流在未整治前形成辮狀亂流，流路相當不穩定，洪水時常氾濫。惟目前濁水溪流域已經藉由治水築堤，將溪水導至西螺溪，其餘分流則藉由人工整治，各成一單獨流域排水出海。
濁水溪下游平原多仰賴濁水溪供應農業用水，包含溪北彰化平原的八堡圳以及溪南的濁幹圳（昔日輸水到嘉南大圳），皆對臺灣的農業發展有極為重要的貢獻，也使濁水溪下游成為臺灣生產稻米、甘蔗、蔬菜、西瓜及花卉之重要地區，而寬闊的高灘地經過開墾之下亦種植蔬菜及瓜類，濁水溪沖積扇成為臺灣中部農業菁華區，向為台灣穀倉，其中濁水溪又以產米聞名，最有名為「西螺米」或稱「濁水米」。
惟由於濁水溪泥砂多，每到冬季東北季風盛行，濁水溪下游溪州大橋至出海口間的河段往往漫天飛砂，塵土飛揚，形成「揚塵」問題，因此從日治時代即已開始培育大量防風林以阻擋飛砂，而目前水利機關亦以造林搭配防風攔沙籬等措施抑止揚塵。濁水溪河口外海沼澤地則以抽砂填海造陸的方式，闢建了雲林離島式基礎工業區。

## 文化
濁水溪主流下游為臺灣本島西部平原重要農業分界線，以南地區秋冬少雨，為臺灣三年輪作區，所以濁水溪自古就被認為是劃分臺灣天然和人文一道界線。濁水溪以南是典型的熱帶型氣候，以北是亞熱帶氣候，因為這樣的氣候差異，在台灣的日治時代，總督府為了發展「工業日本，農業臺灣」的計畫，以濁水溪為界，分別在以南勸種甘蔗，以北勸植稻米，而有「南糖北米」的說法。
早期臺灣透過港埠口岸交易的商業工會組織稱為「港郊」，至今仍流傳在的口語中的「頂港」、「下港」，即以濁水溪為界；溪以北的港口為「頂港」、溪以南的港口稱為「下港」，更衍伸成臺灣南北人文範圍的分水嶺。
進入民主化時代後，所謂的南綠北藍現象，也是以濁水溪為泛綠和泛藍的分水嶺。濁水溪不但是自然地理上的界線，也是政治地理上的分界。
濁水溪水澄清百年難得一見，因此早期地方居民傳說濁水溪變清時，預兆天下將有大事發生。
傳說在濁水溪的源頭有金鴨母和金泥鰍，鴨要吃泥鰍，泥鰍要躲，一抓一躲之中，攪動溪水，導致溪水混濁。

## 水系

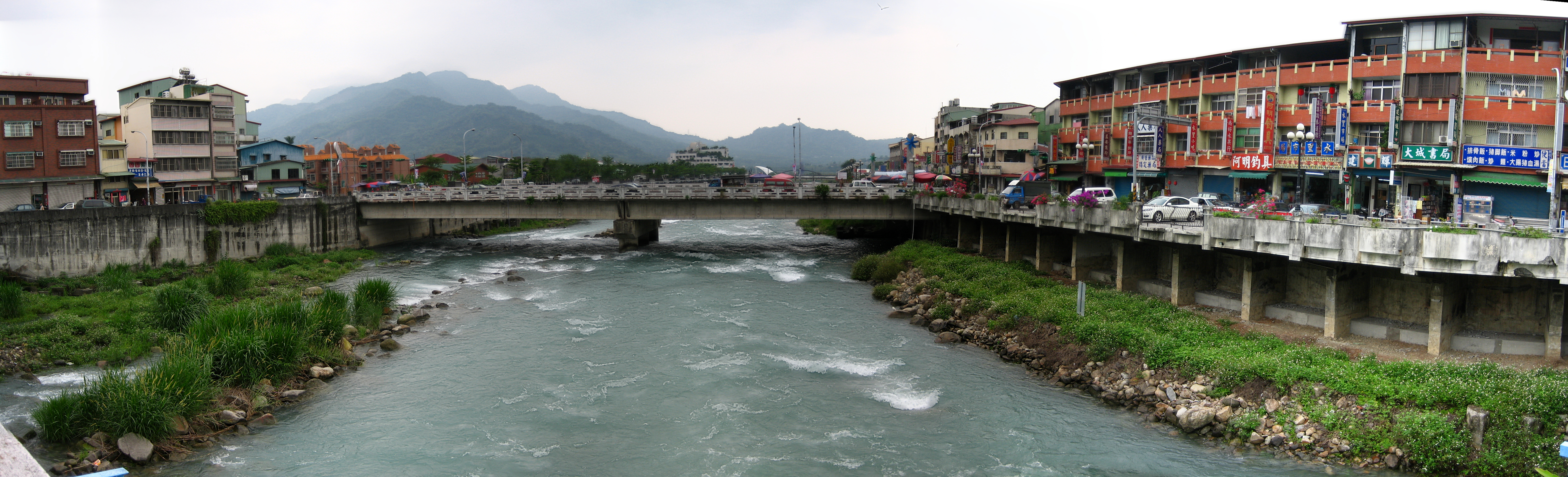
濁水溪支流水里溪

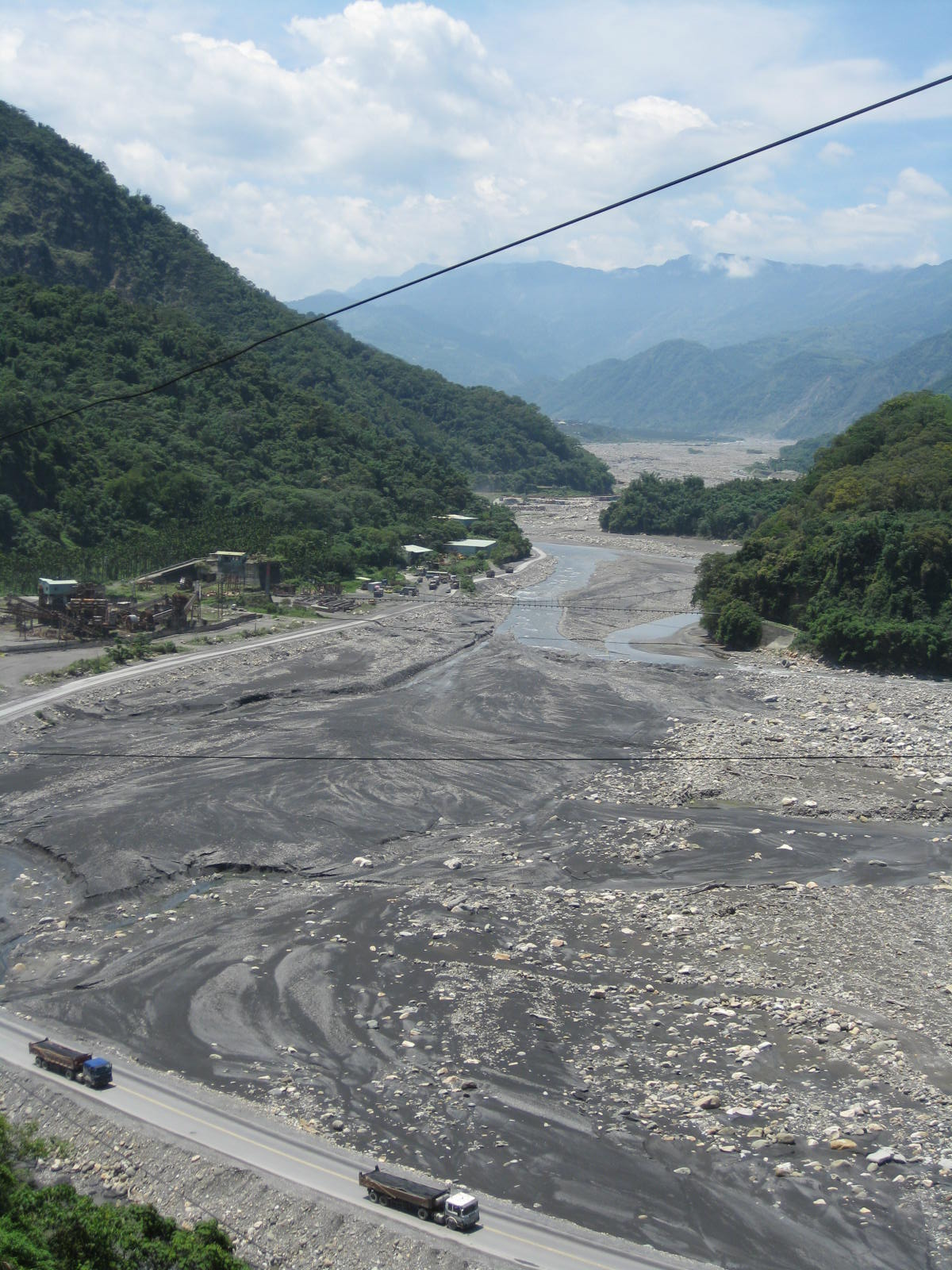
陳有蘭溪是濁水溪最長的支流
（前景是濁水溪；中景有突出於河道的山丘是二溪會流點；遠景是陳有蘭溪）

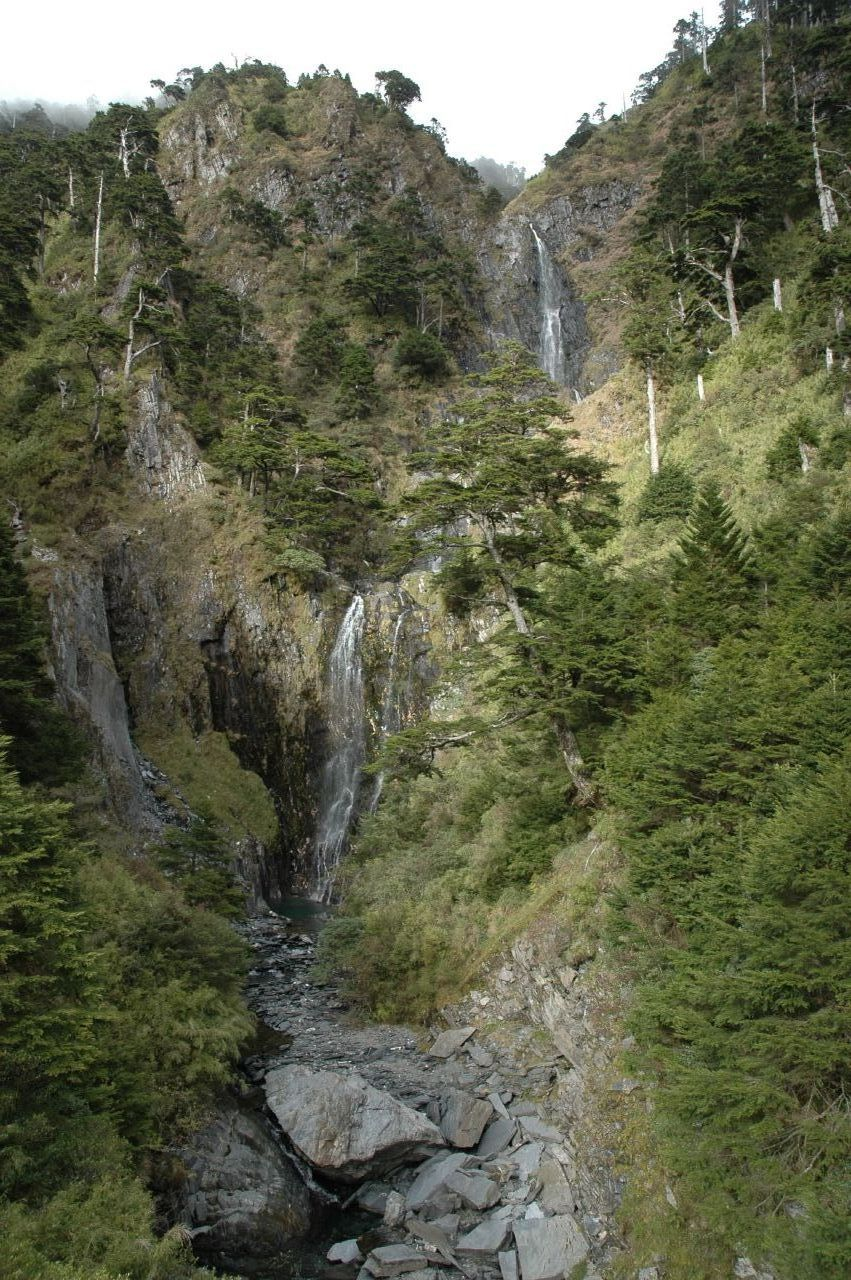
濁水溪支流塔羅灣溪上游的能高瀑布

以下由下游至源頭列出水系主要河川，其中粗體字為主流河道。
- 濁水溪：彰化縣、雲林縣、南投縣、嘉義縣 - 186公里
  - 東螺溪（舊濁水溪、麥嶼厝溪）：彰化縣二水鄉、北斗鎮、溪湖鎮、二林鎮、埔鹽鄉、福興鄉、鹿港鎮
  - 清水溪：雲林縣林內鄉、南投縣竹山鎮、雲林縣古坑鄉、嘉義縣梅山鄉、阿里山鄉 - 51公里
    - 加走寮溪：南投縣竹山鎮
    - 石鼓盤溪：雲林縣古坑鄉、嘉義縣阿里山鄉
    - 阿里山溪：嘉義縣阿里山鄉

  - 東埔蚋溪：南投縣竹山鎮、鹿谷鄉
  - 獅尾堀：南投縣竹山鎮
  - 清水溪：南投縣集集鎮
  - 清水溝溪：南投縣鹿谷鄉
  - 水里溪：南投縣水里鄉、魚池鄉 - 19公里
  - 陳有蘭溪：南投縣水里鄉、信義鄉 - 42公里
    - 郡坑溪：南投縣水里鄉、信義鄉
    - 十八重溪：南投縣信義鄉
    - 阿里不動溪：南投縣信義鄉
    - 筆石溪：南投縣信義鄉
    - 坪瀨溪：南投縣信義鄉
    - 內茅埔溪：南投縣信義鄉
    - 八項溪（彩虹溪）：南投縣信義鄉
    - 和社溪：南投縣信義鄉
      - 郝馬嘎班溪（那瑪嘎班溪）：南投縣信義鄉
      - 出水溪：南投縣信義鄉
      - 四區溪：南投縣信義鄉

    - 沙里仙溪：南投縣信義鄉
      - 烏干坑溪：南投縣信義鄉

  - 松柏坑溪：南投縣水里鄉
  - 卓棍溪：南投縣信義鄉
  - 瓠瓢坑溪：南投縣水里鄉
  - 益則坑溪：南投縣水里鄉
  - 玉崙溪：南投縣信義鄉
  - 丹大溪：南投縣信義鄉
    - 郡大溪：南投縣信義鄉
      - 巒大溪：南投縣信義鄉

  - 卡社溪：南投縣仁愛鄉、信義鄉 - 48公里
  - 栗栖溪：南投縣仁愛鄉
  - 萬大溪：南投縣 - 37公里
    - 萬大北溪：南投縣仁愛鄉
    - 萬大南溪：南投縣仁愛鄉

  - 霧社溪：南投縣仁愛鄉
    - 塔羅灣溪（巴卡散溪）
      - 馬赫坡溪（馬海僕溪）

    - 奇萊主溪

## 主要橋樑

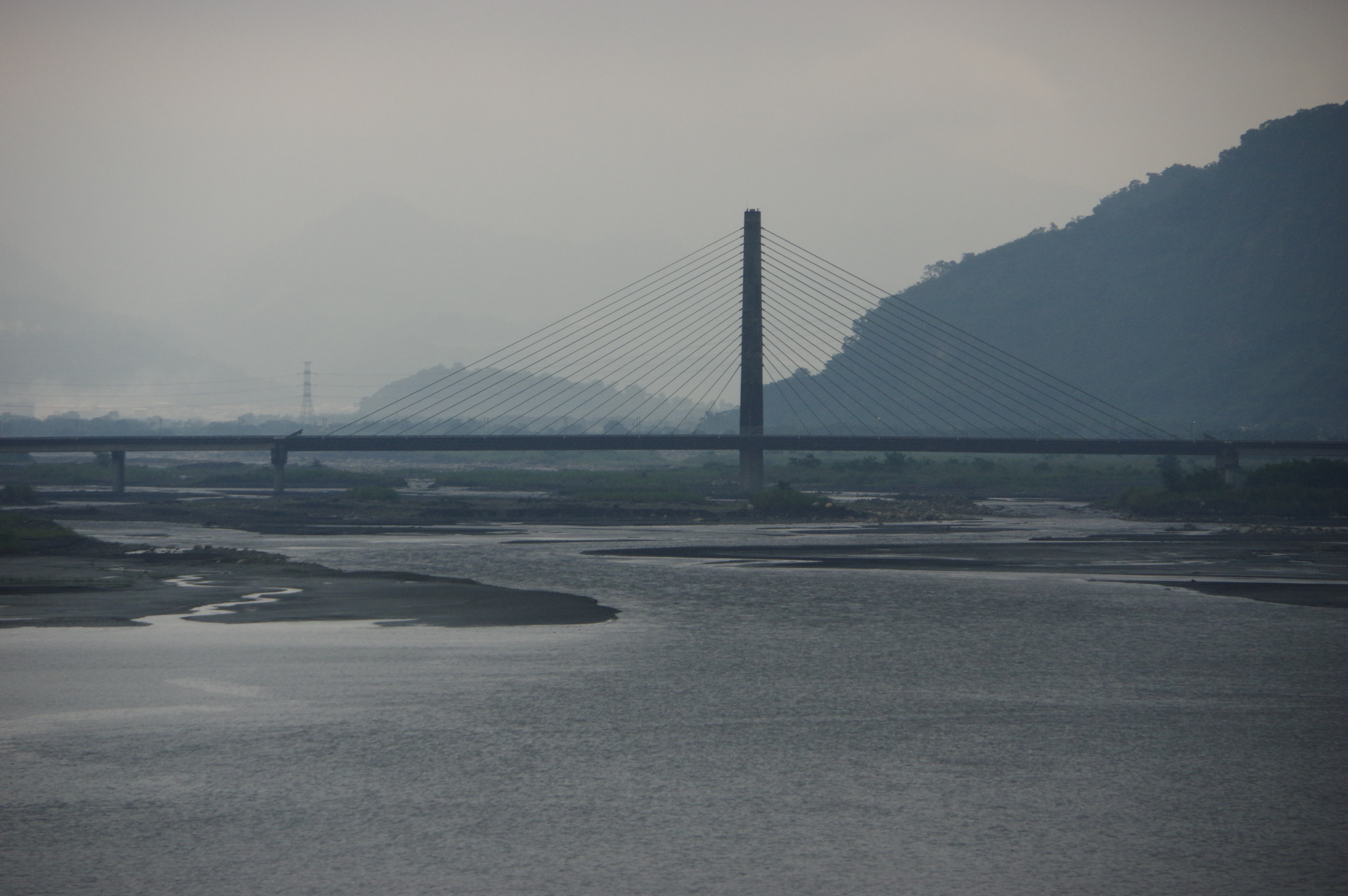
從集集攔河堰管理中心所見連接南投縣集集鎮和鹿谷鄉的集鹿大橋。

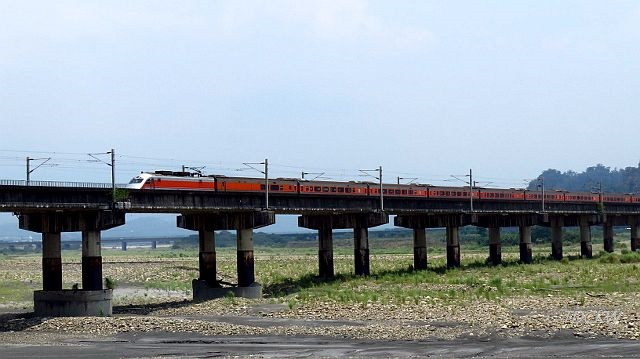
二水鼻仔頭與林內觸口山之間的台鐵濁水溪橋（2018.06.02攝）。

濁水溪河幅寬廣，早年興建橋梁不易，居民對外交通，必須利用渡船過河，因此多有渡口之設。1879年清治時期，竹山社寮居民董文父子倡議建立「義渡」，免費為行人渡河，稱為「永濟義渡」，從竹山社寮紫南宮和集集往來濁水溪兩岸，並在濁水溪北岸的福興宮及南岸的紫南宮立永濟義渡碑為記。日治時期日本政府繼續辦理義渡，除了渡船外，還使用「流籠」。1933年，濁水吊橋完工（又稱為集集吊橋），取代永濟義渡的交通功能，此吊橋為橫越濁水溪中游唯一橋樑，是一座往來南北非常重要的橋樑。1979年（民國68年），濁水橋因舖木年久老舊、腐朽而拆除，另建新水泥橋「集集大橋」，目前仍保留北岸橋墩。
縱貫鐵路濁水溪橋是在台鐵二水車站與林內車站之間橫跨於濁水溪上的一座大橋，位於濁水溪流過八卦山脈流入平原的隘口所在，橋的兩端分別是八卦山脈的尾稜、二水鄉的鼻仔頭及林內鄉的觸口山，橋長1,477公尺，由於建在二水「鼻仔頭」與雲林縣林內鄉觸口之間的隘口，所以當地人又稱為「鼻仔頭大橋」。第一代橋完成於1907年（明治40年），全長953公尺，由15座桁架梁連接而成，是濁水溪下游最早的一座大橋。
戰後由於原有的吊橋已不能符合需求，乃在中游的名間與水底寮間新建一座鋼筋混凝土橋，於1960年12月開工，1961年6月完工，當時稱為「南雲大橋」，後改名為名竹大橋。而濁水溪下游第一座公路橋則是1952年通車的西螺大橋，是西螺的地標建築，過去西螺大橋是西部平原的交通孔道，標誌著台1線縱貫公路全線通車，車輛不必繞行台3線山線公路，縮短了彰化平原與嘉南平原的距離，然而隨著彰雲大橋、自強大橋、中山高速公路中沙大橋、溪州大橋（新西螺大橋）、西濱大橋等橋樑陸續通車，西螺大橋的交通功能已被取代，跨越濁水溪的交通也更加方便。
以下由河口至源頭列出主流上之主要橋樑：

### 濁水溪河段
| 名稱       | 承載線路           | 地區                               | 最初落成 | 全長（m） | 備註                                               |
| ---------- | ------------------ | ---------------------------------- | -------- | --------- | -------------------------------------------------- |
| 西濱大橋   | 台61線、台17線共線 | 彰化縣大城鄉－雲林縣麥寮鄉         | 1991年   | 3050      |                                                    |
| 自強大橋   | 台19線             | 彰化縣竹塘鄉－雲林縣二崙鄉         | 1979年   | 2760      |                                                    |
| 濁水溪橋   | 台灣高鐵           | 彰化縣－雲林縣                     | 2003年   | 1890      |                                                    |
| 西螺大橋   | 縣道145號          | 彰化縣溪州鄉－雲林縣西螺鎮         | 1952年   | 1939      | 禁行大型車輛                                       |
| 溪州大橋   | 台1線              | 彰化縣溪州鄉－雲林縣西螺鎮         | 1994年   | 3030      |                                                    |
| 中沙大橋   | 國道一號           | 彰化縣－雲林縣                     | 1978年   | 2345      |                                                    |
| 彰雲大橋   | 縣道141號          | 彰化縣二水鄉－雲林縣林內鄉         | 1962年   | 1160      | [ 27 ]                                             |
| 濁水溪橋   | 台鐵西部幹線       | 二水車站－林內車站                 | 1907年   | 1477      | [ 22 ] [ 24 ]                                      |
| 濁水溪橋   | 國道三號           | 南投縣名間鄉－南投縣竹山鎮         | 2002年   |           |                                                    |
| 名竹大橋   | 台3線              | 南投縣名間鄉－南投縣竹山鎮         | 1961年   | 715       | [ 28 ]                                             |
| 集集大橋   | 台3丙線            | 南投縣集集鎮－南投縣竹山鎮         | 1979年   | 440       | 前身為濁水吊橋                                     |
| 集集攔河堰 | 攔河路             | 南投縣集集鎮－南投縣竹山鎮         | 2001年   |           |                                                    |
| 集鹿大橋   | 縣道139號          | 南投縣集集鎮－南投縣鹿谷鄉         | 2004年   | 967       | [ 29 ]                                             |
| 玉峰大橋   | 縣道131號          | 南投縣水里鄉                       | 1993年   | 1020      | [ 30 ]                                             |
| 永興橋     | 鄉道投61線         | 南投縣水里鄉永豐村與永興村         |          | 370       | 前身為「永興吊橋」。                               |
| 龍神橋     | 台21線             | 南投縣水里鄉頂崁村                 | 1981年   | 253       |                                                    |
| 人倫橋     |                    | 南投縣水里鄉頂崁村－信義鄉人和村   |          |           | 原名「靜和橋」，2001年桃芝颱風的土石流沖毀後重建。 |
| 寶石橋     |                    | 南投縣水里鄉民和村－信義鄉人和村   |          |           |                                                    |
| 雙龍橋     | 雙龍林道           | 南投縣信義鄉地利村與雙龍村         |          |           |                                                    |
| 雙龍吊橋   |                    | 南投縣信義鄉地利村與雙龍村         |          |           |                                                    |
| 孫海橋     | 台16線             | 南投縣信義鄉                       | 1957年   |           | 2004年7月毀於七二水災。                            |
| 新武界橋   | 武界產業道路       | 南投縣仁愛鄉武界                   | 2000年   |           |                                                    |
| 武界橋     | 鄉道投71線         | 南投縣仁愛鄉武界                   |          |           | 2010年重建。                                       |
| 武界吊橋   |                    | 南投縣仁愛鄉武界                   |          |           |                                                    |
| 思源橋     |                    | 南投縣仁愛鄉武界，約於武界壩下游。 |          |           | 吊橋。                                             |
| 松林橋     |                    | 南投縣仁愛鄉親愛村松林部落         |          |           |                                                    |
| 親愛橋     | 鄉道投83線         | 南投縣仁愛鄉親愛村                 |          |           |                                                    |
| 濁水溪橋   |                    | 南投縣仁愛鄉親愛村                 |          |           |                                                    |

### 霧社溪河段
| 名稱     | 承載線路   | 地區                       | 最初落成 | 全長（m） | 備註                                                                            |
| -------- | ---------- | -------------------------- | -------- | --------- | ------------------------------------------------------------------------------- |
| 德魯灣橋 | 虎門巷     | 南投縣仁愛鄉春陽部落       | 2009年   | 100       | 舊橋於2007年柯羅莎颱風來襲時遭淤砂埋沒在新橋的上游約100公尺處，2009年新橋通車。 |
| 雲龍橋   | 省道台14線 | 南投縣仁愛鄉春陽村與精英村 | 1985年   | 134       | 舊橋改建後新橋1985年落成                                                        |

## 交通
- 臺灣鐵路公司集集線與濁水溪平行。
- 中沙大橋-國道一號之橋樑
- 溪州大橋-省道台一線之橋樑雙向雙車道及南北向各有一機車道。
- 西螺大橋-行駛大型車外之車輛
- 自強大橋-省道台十九線之橋樑雙向雙車道。
- 西濱大橋--分為省道台十七線（250CC以下之機腳踏車輛，需行走此橋樑）之橋樑，及西部濱海快速公路省道台六十一線之橋樑，此橋樑禁行250CC以下之機腳踏車輛。

## 水利設施

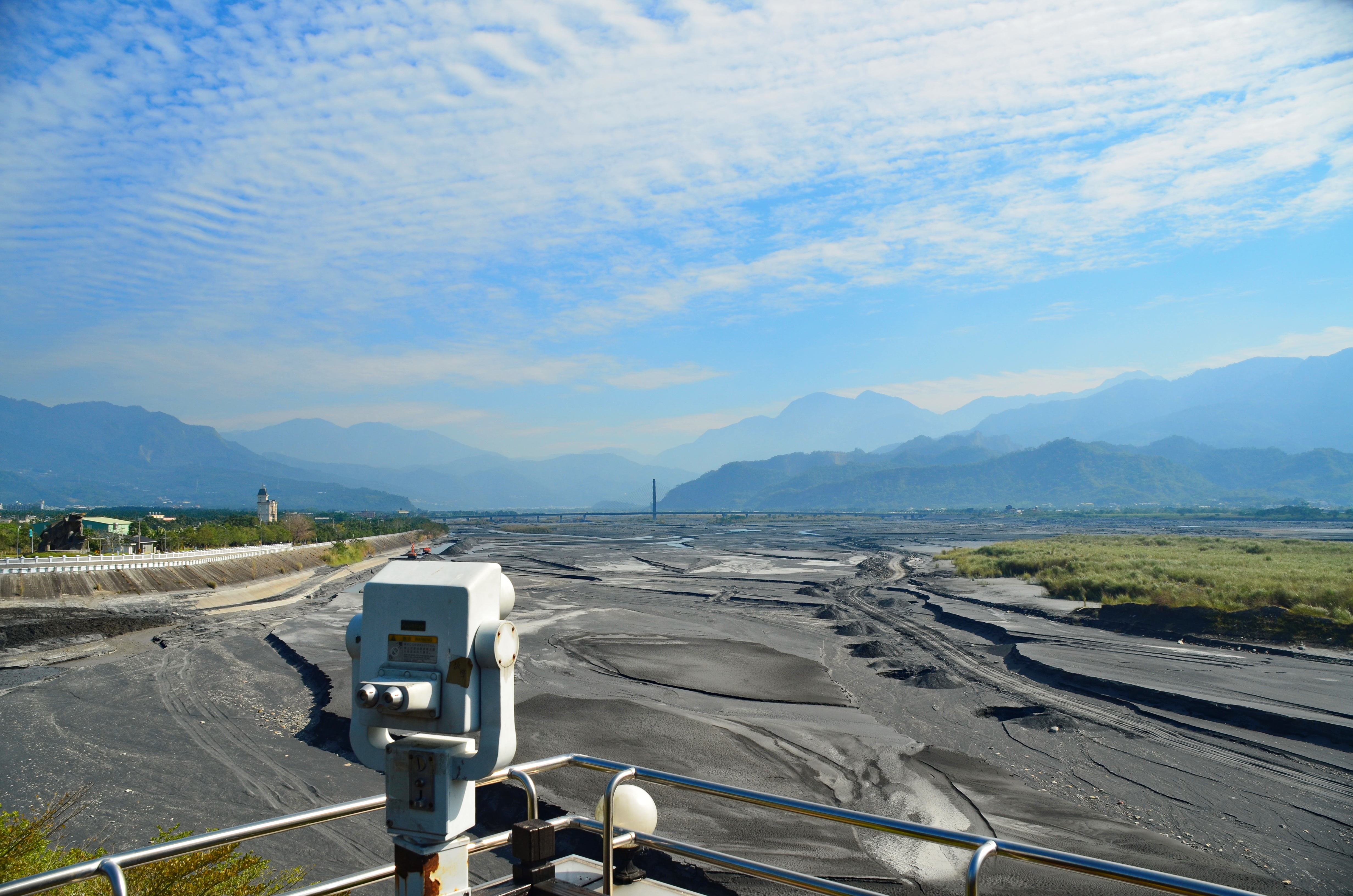
從集集攔河堰管理中心向東望濁水溪和集鹿大橋。

濁水溪水系有許多水庫、水壩及攔河堰，其中濁水溪主流上游霧社溪水力資源豐富，為開發水力而興建有霧社水庫。霧社水庫以下至武界部落，日治時期即計劃日月潭水力電氣工事，興建武界壩攔取濁水溪河水，透過武界引水隧道至日月潭提供水力發電之用。濁水溪中游集鹿大橋往下游約2公里處，濁水溪河谷寬度不到四百公尺的林尾隘口，經濟部水利署於2001年在此完成集集攔河堰，目前為濁水溪水資源綜合開發的樞紐，濁水溪下游10萬公頃農田灌溉用水及雲林離島工業區工業用水均由此堰攔引供應，濁水溪發電量高達2847千瓦上游落差極大，但因含沙量高水庫淤積嚴重。

### 水庫壩堰
- 霧社水庫
- 武界壩
- 日月潭水庫(水社壩)
- 日月潭水庫(頭社壩）
- 明湖水庫
- 明潭水庫
- 銃櫃壩
- 頭社水庫
- 集集攔河堰
- 奧萬大壩(以沖毀)

### 水力發電廠
- 萬大發電廠(裝置容量:76.5MW)
- 大觀發電廠(裝置容量:1100MW)
- 明潭發電廠(裝置容量:1672MW)
  - 明潭發電廠鉅工分廠(裝置容量:43.5MW)
  - 明潭發電廠水里機組(裝置容量:12.43MW)
  - 明潭發電廠濁水機組(裝置容量:3.67MW)
- 名間水力發電廠(裝置容量：16.704MW)

## 外部連結
- （繁體中文）讓我們看河去(重要河川)-- 濁水溪-經濟部水利署